# Pawns of Fate (film, 1915)
Pawns of Fate est un film muet américain réalisé par Frank Lloyd et sorti en 1915.

## Fiche technique
- Titre : Pawns of Fate
- Réalisation : Frank Lloyd
- Scénario : Ruth Ann Baldwin
- Production : Rex Motion Picture Company
- Distribution : Universal Film Manufacturing Company
- Genre : Film dramatique
- Durée : 20 minutes
- Date de sortie :
  - États-Unis : 14 janvier 1915

## Distribution
- Marc Robbins : Marc Bailey
- Helen Leslie : Helen Marston
- Gretchen Lederer : Anita
- Frank Lloyd : Frank Marston